# Sadi Carnot (fysiker)
Nicolas Léonard Sadi Carnot, född 1 juni 1796 i Paris, död 24 augusti 1832 i Paris, var en framstående fransk fysiker. Genom sitt arbete med att beskriva den teoretiska bakgrunden till värmemaskiner anses han ha lagt grunden till den moderna termodynamiken.

## Uppväxt och karriär
Sadi Carnot föddes i Paris 1796 som son till militären och matematikern Lazare Nicholas Marguerite Carnot. Fadern döpte honom efter den persiske poeten Shaikh Sa'di. Hans yngre bror Hippolyte Carnot skulle senare bli en framstående statsman och far till Marie François Sadi Carnot, Frankrikes president mellan 1887 och 1894. Mellan 1812 och 1814 studerade han vid École polytechnique, där han undervisades av professorer som Louis Joseph Gay-Lussac, Siméon Denis Poisson och André-Marie Ampère. 
Efter examen inledde han en karriär inom det militära som ingenjörsofficer och blev underlöjtnant. Av politiska skäl lämnade han militären 1819 och kom sedan framförallt att ägna sig åt studier, främst av värmemaskiner. Han återvände dock även till det militära mellan 1826 och 1828, då som kapten.

## Arbete

PV-diagram av Carnotprocess

Carnot publicerade endast ett arbete, Réflexions sur la puissance motrice du feu ("Reflektioner om eldens rörelsekraft", 1824), men detta kom att få stor betydelse för utvecklingen av termodynamiken. Vid det här laget hade utvecklingen av ångmaskinen nått ganska långt och tidigare versioner av förbränningsmotorn hade börjat dyka upp, men fortfarande var mycket lite känt om dessa maskiners teoretiska bakgrund. 

I Réflexions myntas bland annat Carnots princip: 
| ” | Om och endast om en temperaturdifferens föreligger kan arbete alstras genom värme. | „ |

Genom att betrakta en ideal värmemaskin, en så kallad Carnotprocess, visade Carnot också att maskinens verkningsgrad enbart är beroende av de två temperaturer som maskinen arbetar mellan. Genom att han utgick från en ideal process kunde han säga att detta är den högsta teoretiska verkningsgrad en värmemaskin kan ha, denna har kommit att kallas Carnotverkningsgrad. Han antog dock felaktigt att värme inte kan omvandlas till arbete och tvärtom, något som rättades av Rudolf Clausius 1850. Utifrån bevarade anteckningar tyder dock mycket på att Carnot även själv gjort denna insikt men valt att ändå publicera verket. Då entropibegreppet ännu inte introducerats, detta gjordes av samme Clausius 1865, utgick Carnot också från caloric i sina beräkningar. Trots detta kom han mycket nära att beskriva termodynamikens andra huvudsats. 
Carnot dog i en koleraepidemi 1832, endast 36 år gammal. Hans arbete väckte knappt någon uppmärksamhet under hans levnadstid. Uppmärksamheten kom istället senare, inte minst när vetenskapsmän som Rudolf Clausius och Lord Kelvin började använda sig av hans slutsatser, och det räknas numera som ett av de viktigaste verken för utvecklingen av den termodynamiska vetenskapen. Hans arbete utvecklades även av Émile Clapeyron.

## Eftermäle
Asteroiden 12289 Carnot är uppkallad efter honom.